# Vals kronkelheidestaartje
Het vals kronkelheidestaartje (Cladonia rei) is een korstmos behorend tot de familie Cladoniaceae. Het leeft in symbiose met de alg Trebouxioid. De soort komt voor op steen en op de grond.

## Kenmerken
Het heeft de volgende kenmerkende kleurreacties van korstmossen: C–, K–, KC–, P– of P+ (langzaam geel-oranje), UV± (wit).

## Verspreiding
Het  vals kronkelheidestaartje komt in Nederland vrij zeldzaam voor.